# 上海市人民对外友好协会
上海市人民对外友好协会简称上海市友协，是中華人民共和國上海市一個对外交往的团体，主要負責接待外賓、舉辦展览会和文化交流活动以及经贸洽谈会等會議。

## 历史
上海市人民对外友好协会成立于1956年9月13日，是上海最早成立的从事对外交流活动的团体。最初名稱為中国人民对外文化协会上海市分会，简称“对外文协”上海分会，张春桥為首任会长。1966年1月5日，“对外文协”上海分会改名为中国人民对外文化友好协会上海市分会，简称“对外友协”上海分会。文化大革命开始后，1967年1月，造反派奪取“对外友协”上海分会，分會停止一切对外活动。1978年8月，“对外友协”上海分会恢复。1986年12月，“对外友协”上海分会改名为上海市人民对外友好协会。